# Wolf Dietrich Bose
Wolf Dietrich Bose (* 1671; † 1734) war ein deutscher Beamter des Herzogtums Sachsen-Merseburg und Rittergutsbesitzer. Er war sachsen-merseburgischer Geheimer und Konsistorialrat und Vizekanzler. Später war er auch königlich-polnischer und kurfürstlich-sächsischer Appellationsrat am Oberhofgericht zu Leipzig.

## Leben
Bose stammte aus dem sächsischen Uradelsgeschlecht derer von Bose, das bei der Schreibung seines Namens bewusst auf die Verwendung des Adelsprädikats verzichtete. Er war der Sohn des Geheimen Rates Christoph Dietrich Bose des Älteren (1628–1708) auf Unterfrankleben, Mölbis und Nickern und dessen Ehefrau Ursula Bose. Seine Brüder waren der Dompropst Johann Balthasar Bose, der Geheime Rat Christoph Dietrich Bose der Jüngere, der General Adam Heinrich Bose und der Oberstleutnant Gottlob Sigismund Bose.
Aufgrund seiner Verdienste erhielt er am 20. Juni 1714 von der Rentkammer des Herzogs Moritz Wilhelm von Sachsen-Merseburg das im Amt Delitzsch gelegene Rittergut Lemsel gemeinsam mit der dazugehörigen Schenke und dem Dorf Poritzsch/Poritz als Allodium für 18.000 meißnische Gulden verkauft. Gegen eine nicht unbeträchtliche finanzielle Entschädigung gab Wolf Dietrich Bose am 18. September 1720 den erworbenen Besitz auf ausdrücklichem Wunsch der Rentkammer des Herzogs von Sachsen-Merseburg wieder zurück. Die Rentkammer verkaufte das Rittergut Lemsel am 8. Mai 1721 an Eustachius von Brösigk(e).
Wolf Dietrich Bose lebte fortan auf seinen eigenen Besitzungen. Dazu zählte das Rittergut Nickern, wo er 1734 mit Hinterlassung eines Testamentes starb.